# Witenalpstock
Le Witenalpstock est un sommet du massif des Alpes glaronaises à 3 015 m d'altitude, à la frontière entre les cantons d'Uri et des Grisons, en Suisse.
Le Witenalpstock se situe dans la partie sud-ouest des Alpes glaronaises, près de l'Oberalpstock.
En 1866, le guide suisse Josef Maria Tresch-Exer réalise la première ascension du sommet, accompagné de l'Anglais John Sowerby en passant par la voie Nord-Ouest.